# Marie-Claude Berly
Marie-Claude Berly (Parijs, november 1948) is een Frans ingenieur en politica van Les Républicains. Ze werd in 2024 burgemeester van Montauban. 
Berly behaalde een diploma als ingenieur in de elektronica en werkte in de privésector. Met haar echtgenoot, afkomstig uit de streek, verhuisde ze naar het zuidwesten van Frankrijk. Ze vestigden zich eerst in Toulouse en vervolgens in Montauban. In 2001 werd ze lid van het Rassemblement pour la République (RPR); dit werd de Union pour un Mouvement Populaire (UMP) in 2002 en Les Républicains in 2016. Ze werd in 2008 verkozen als gemeenteraadslid van Montauban en werd adjointe du maire (schepen of wethouder). In 2021 werd ze première adjointe (eerste schepen of wethouder). Toen burgemeester Brigitte Barèges bij de parlementsverkiezingen van 2024 werd verkozen in de Assemblée Nationale, volgde Berly haar op 19 augustus 2024 op als burgemeester.